# Loris (genre)
Pour les articles homonymes, voir Loris.
Genre
Loris est un genre de primates de la famille des Lorisidae. Loris est également le nom vernaculaire de ce genre (les loris).

## Liste des espèces
Selon GBIF (2 août 2025) :
- Loris lori Cabera, 1908
- Loris lydekkerianus Cabrera, 1908 — Loris mince gris
- Loris tardigradus (Linnaeus, 1758) — Loris grêle[2]

## Systématique
Le nom valide complet (avec auteur) de ce taxon est Loris E. Geoffroy Saint-Hilaire, 1796.
Loris a pour synonymes :
- Bradylemur de Blainville, 1839
- Lori de Lacepède, 1799
- Loridium Rafinesque, 1815
- Stenops Illiger, 1811
- Tardigradus Boddaert, 1785